# Charles Stewart (Politiker, 1729)
Charles Stewart (* 1729 in Gortlea, County Donegal, Irland; † 24. Juni 1800 in Flemington, New Jersey) war ein irisch-amerikanischer Politiker. In den Jahren 1784 und 1785 war er Delegierter für New Jersey im Kontinentalkongress.

## Werdegang
Im Jahr 1750 kam Charles Stewart aus seiner irischen Heimat in die Vereinigten Staaten, wo er in der Landwirtschaft arbeitete. 1771 wurde er Oberstleutnant in der damals noch kolonialen Miliz von New Jersey. In den 1770er Jahren schloss er sich der Revolutionsbewegung an. 1776 wurde er Oberst in einem Bataillon der Minutemen. In den Jahren 1784 und 1785 vertrat er New Jersey im Kontinentalkongress. Er starb am 24. Juni 1800 in Flemington. Charles Stewart war der Urgroßvater von Farrand Stewart Stranahan (1842–1904) der unter anderem Vizegouverneur von Vermont war. 